# Casali del Manco
Casali del Manco ist eine am 5. Mai 2017 aus den kalabrischen Gemeinden Casole Bruzio, Pedace, Serra Pedace, Spezzano Piccolo und Trenta gegründete italienische Gemeinde mit 9410 Einwohnern (Stand 31. Dezember 2023) auf 168,95 Quadratkilometern Fläche. Nach der Volksabstimmung am 26. März 2017, bei der in Casole Bruzio 50,4 Prozent, in Pedace 76,7 Prozent, in Serra Pedace 71,5 Prozent, in Spezzano Piccolo 49,5 Prozent und in Trenta 77,2 Prozent der Wähler für den Zusammenschluss gestimmt hatten, wurde vom kalabrischen Regionalrat der Zusammenschluss beschlossen, auch von Spezzano Piccolo trotz des knapp negativen Votums. Die Gemeindeverwaltung befindet sich in Casole Bruzio.
Nachbargemeinden sind Aprigliano, Celico, Cosenza, Longobucco, Pietrafitta, Rovito, San Giovanni in Fiore, Spezzano della Sila.

## Einzelnachweis
1. ↑  Bilancio demografico e popolazione residente per sesso al 31 dicembre 2023. ISTAT. (Bevölkerungsstatistiken des Istituto Nazionale di Statistica, Stand 31. Dezember 2023).
2. ↑  Referendum, la Presila cosentina dice “Si” alla fusione dei cinque comuni in “Casali del Manco”, Qui Cosenza, 27. März 2017, abgerufen am 10. April 2018.